# Philornis setinervis
Philornis setinervis är en tvåvingeart som beskrevs av Carroll William Dodge 1963. Philornis setinervis ingår i släktet Philornis och familjen husflugor. Inga underarter finns listade i Catalogue of Life.